# Angola na Letnich Igrzyskach Olimpijskich 2008
Angolę na Letnich Igrzyskach Olimpijskich 2008 reprezentowało 32 sportowców (17 mężczyzn i 15 kobiet). Większość z nich startowało w grach zespołowych – koszykówce i piłce ręcznej.
Był to 7. występ reprezentacji Angoli na letnich igrzyskach olimpijskich.

## Reprezentanci

### Koszykówka
- Carlos Domingues Bendinha Almeida
- Felizardo Silvestre Bumba Ambrosio
- Milton Lourenco Rosa Barros
- Olimpio Cipriano
- Armando Carlos Silva E Costa
- Luis Costa
- Joaquim Brandao Gomes
- Vladimir Ricardino Carval Jeronimo
- Eduardo Fernando Mingas
- Carlos Edilson Alcantara Morais
- Abdel Aziz Boukar Moussa
- Leonel Ditutala Paulo – drużynowo: 12. miejsce

### Piłka ręczna
- Ilda Maria Bengue
- Natalia Maria Bernardo
- Cristina Direito Branco
- Elisabeth Jurema Faro Cailo
- Bombo Madalena Calandula
- Azenaide Danila Jose Carlos
- Nair Filipe Pires de Almeida
- Wuta Waco Bige Dombaxi
- Maria Teresa Neto Joaquim Eduardoi
- Isabel Sambovo Fernandes
- Luisa Kiala
- Maria Rosa da Costa Pedro
- Maria Odete Sanches Tavares
- Filomena Jose Trindade
- Elizabeth Amelia Basilio Viegas – drużynowo: 12. miejsce

### Siatkówka plażowa
- Morais Abreu
- Emanuel Fernandes – drużynowo: 19. miejsce

### Pływanie
- 100 m stylem motylkowym: Joao Luis Cardoso Matias – 63. miejsce
- 50 m stylem dowolnym: Ana Crysna da Silva Romero – 65. miejsce

### Lekkoatletyka
- maraton: João N'Tyamba – nie ukończył